# Upogebia felderi
Upogebia felderi är en kräftdjursart som beskrevs av A. B. Williams 1993. Upogebia felderi ingår i släktet Upogebia och familjen Upogebiidae. Inga underarter finns listade i Catalogue of Life.